# Laurentiuskirche (Rehme)

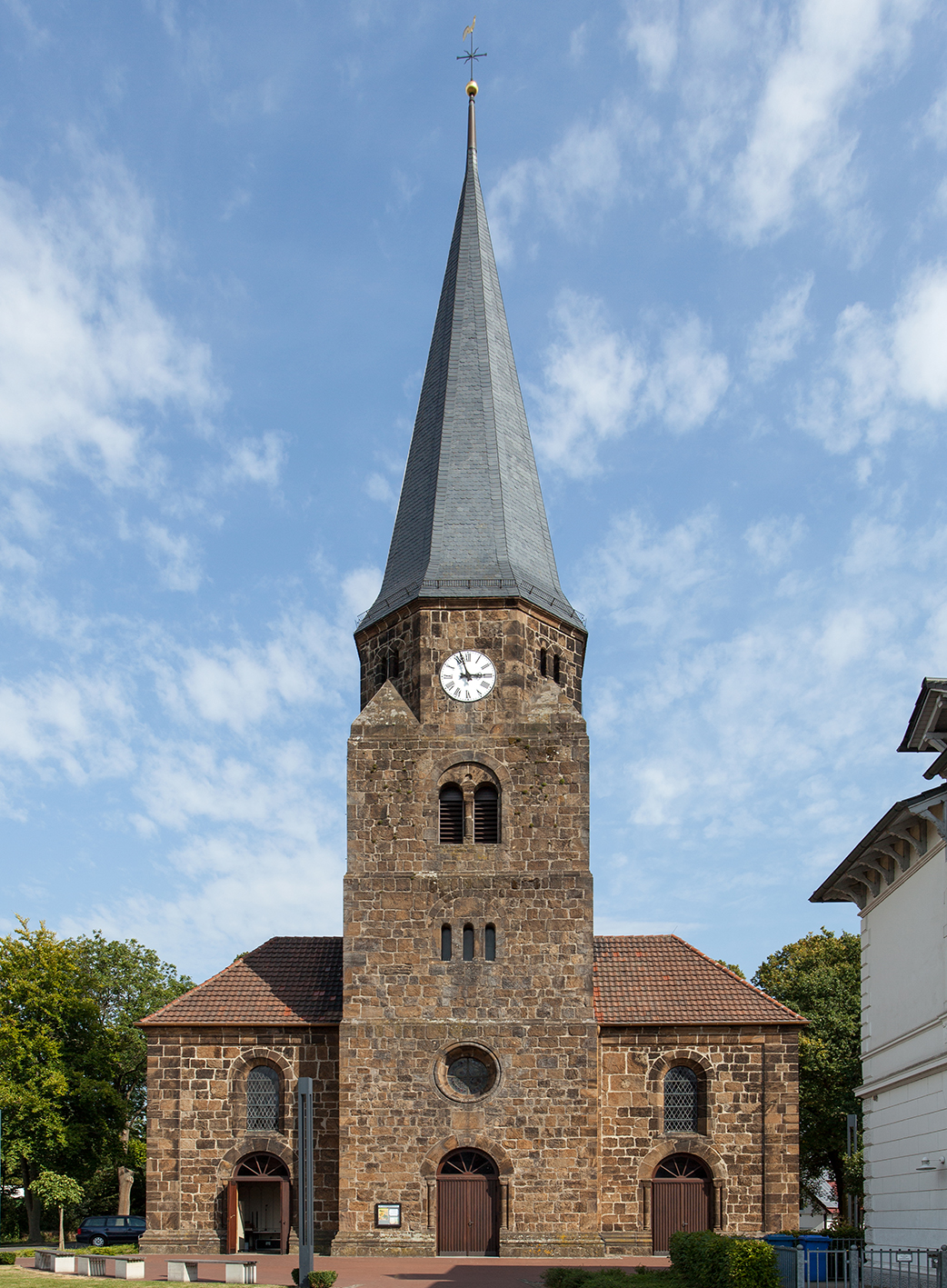
Laurentiuskirche in Rehme

Die Laurentiuskirche, auch Kreuzkirche genannt, im Bad Oeynhausener Stadtteil Rehme ist die Pfarrkirche der evangelisch-lutherischen Kirchengemeinde Rehme, die dem Kirchenkreis Vlotho der Evangelischen Kirche von Westfalen angehört.
Das Kirchengebäude geht auf das 12. Jahrhundert zurück und wurde im 19. Jahrhundert erweitert und umgestaltet.

## Baugeschichte und Architektur

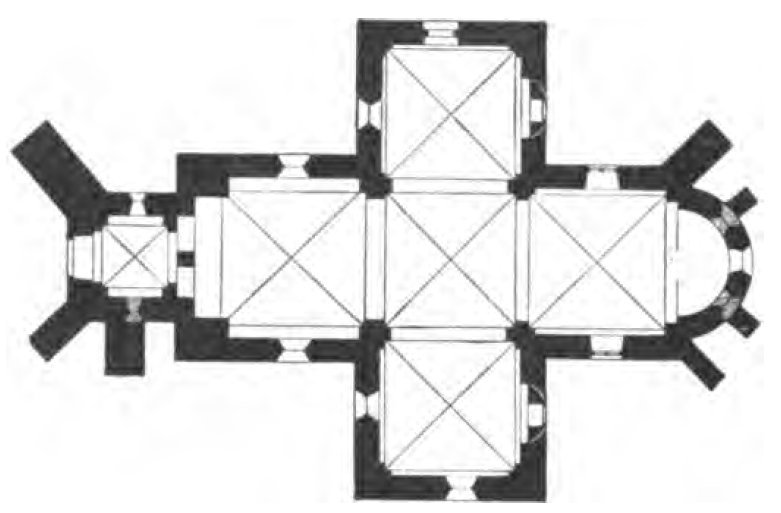
Grundriss vor der Erweiterung

Die Kirche wurde am Ende des 12. Jahrhunderts zunächst im romanischen Stil als einjochige Saalkirche mit Querschiff, einjochigem Chor, halbrunder Apsis und leicht eingezogenem Westturm errichtet. Durch das Querschiff ergab sich ein kreuzförmiger Grundriss.
Von 1890 bis 1892 wurde die Kirche nach Entwurf des Architekten August Kersten neuromanisch umgestaltet. Die Querjoche wurden zu Seitenschiffen erweitert, sodass der Grundriss heute einer dreischiffigen Hallenkirche entspricht. Außerdem wurde ein neuer, westwerkartiger Turm errichtet und eine Sakristei angebaut.
Die Schiffe sind mit kuppeligen Kreuzgratgewölben auf rundbogigen Gurt- und Blendbögen ausgestattet. Fenster und Eingänge sind überwiegend rundbogig, die Schalllöcher zweigeteilt mit Mittelsäulchen. Über dem Hauptportal in der Nordseite des alten Querschiffs befindet sich ein Tympanon mit einem Kreuz.

## Ausstattung
Das älteste in der Kirche erhaltene Kunstwerk ist das spätgotische, mit Spitzbogen und Fialen versehene Sakramentshäuschen, auf dessen Giebel das Lamm Gottes dargestellt ist. Vier sechzehnarmige Kronleuchter aus Bronze stammen aus der Renaissance.
Der überwiegende Teil der Ausstattung stammt jedoch aus den 1960er Jahren. Altar und Taufstein wurden 1962 von Theodor Henke geschaffen, die Kanzel aus Sandstein stammt aus dem Jahr 1968 und die Orgel wurde 1969 von der Berliner Orgelbauwerkstatt Karl Schuke gebaut.

## Glocken
Im Turm der Laurentiuskirche hängen drei Glocken. Die älteste stammt aus dem Jahr 1791 und schlägt den Ton f'. Die beiden neueren Bronzeglocken mit den Tönen es' und as' wurden 1989 in Karlsruhe gegossen.